# HD57446
HD57446 — хімічно пекулярна зоря спектрального класу A3, що має видиму зоряну величину в смузі V приблизно  7,5.
Вона  розташована на відстані близько 543,6 світлових років від Сонця.